# 2010年亞洲運動會馬術比賽
2010年亞洲運動會馬術比賽，於廣東省從化市舉行，現址為香港賽馬會所管理從化馬場。賽事分為三個分項，每個分項兩個小項。共有來自16個國家和地區的92名運動員參加比賽。

## 獎牌統計
| 排名 | 国家／地区              | 金牌 | 银牌 | 铜牌 | 總數 |
| ---- | ----------------------- | ---- | ---- | ---- | ---- |
| 1    | 韩国（KOR）             | 2    | 1    | 0    | 3    |
| 2    | 日本（JPN）             | 2    | 0    | 1    | 3    |
| 2    | 沙特阿拉伯（KSA）       | 2    | 0    | 1    | 3    |
| 4    | 阿拉伯联合酋长国（UAE） | 0    | 2    | 0    | 2    |
| 5    | 马来西亚（MAS）         | 0    | 1    | 2    | 3    |
| 6    | 中国（CHN）             | 0    | 1    | 1    | 2    |
| 7    | 泰国（THA）             | 0    | 1    | 0    | 1    |
| 8    | 中国香港（HKG）         | 0    | 0    | 1    | 1    |
| 總計 | 總計                    | 6    | 6    | 6    | 18   |

## 比賽項目
本屆的馬術賽事一共頒發六枚金牌，以下為本屆馬術賽事的比賽項目：
- 盛裝舞步賽個人
- 盛裝舞步賽團體－每隊三名選手
- 場地障礙賽個人
- 場地障礙賽團體－每隊四名選手
- 三項賽個人
- 三項賽團體－每隊五名選手

## 各項成績
| 項目           | 金牌 | 金牌                         | 银牌 | 银牌                         | 铜牌 | 铜牌                         |
| 盛裝舞步賽個人 | 黄煐植（韩国） · 座騎：Laura | 73.134分                     | 穆罕默德·库赞德里亚（马来西亚） · 座騎：Handsome | 71.558分                     | 穆罕默德·穆赫德（马来西亚） · 座騎：Wup | 71.195分                     |
| 盛裝舞步賽團體 | 韩国（KOR） · 崔埈尚 · 座騎：Ricco · 金均燮 · 座騎：Dark Secret · 金东善 · 座騎：Pleasure 18 · 黄煐植 · 座騎：Laura | 65.759分                     | 中国（CHN） · 顾兵 · 座騎：Donovan-Bailey · 黄焯钦 · 座騎：Uris · 蔡乔 · 座騎：Kosmopolit An · 刘丽娜 · 座騎：Cortez35                                                                                          | 65.593分                     | 马来西亚（MAS） · 李·迪亚妮 · 座騎：Stravinsky · 穆罕默德·穆赫德 · 座騎：Wup · 穆罕默德·库赞德里亚 · 座騎：Handsome · 艾哈迈德·苏拉亚 · 座騎：Odurin | 65.111分                     |
| 場地障礙賽個人 | 拉姆齐·哈马德·A·杜哈米（沙特阿拉伯） · 座騎： Bayard V Devilla T. | 0罰分 附加賽: 0罰分, 48.52秒 | 马克图姆 谢哈·拉蒂法（阿拉伯联合酋长国） · 座騎： Kalaska de Semily | 0罰分 附加賽: 0罰分, 48.83秒 | 艾德 哈立德·阿卜杜勒-阿齐兹（沙特阿拉伯） · 座騎： Presley Boy                                                                                       | 0罰分 附加賽: 8罰分, 47.50秒 |
| 場地障礙賽團體 | 沙特阿拉伯（KSA） · 拉姆齐·哈马德·A·杜哈米 · 座騎： Bayard V Devilla T. · 艾德 哈立德·阿卜杜勒-阿齐兹 · 座騎： Presley Boy · 本·穆塔卜·沙特亲王 阿卜杜勒 · 座騎： Mobily A. Obelix · 沙尔巴特利 阿卜杜拉·瓦利德 · 座騎： Melodie Ardente | 4罰分                        | 阿拉伯联合酋长国（UAE） · 馬克圖姆 謝哈·拉蒂法 · 座騎： Kalaska de Semily · 馬克圖姆 謝赫·拉希德 · 座騎： Dubai's Pride · 卡西米 謝赫·馬吉德 · 座騎： Co-Jack · 艾哈邁德·阿裏·傑奈比 · 座騎： Picobello Wodiena | 11罰分 附加賽: 5障碍         | 中国香港（HKG） · 林子心 · 座騎： JC Crunship · 賴桢敏 · 座騎： Capone 22 · 林立信 · 座騎： JC Tilburg · 鄭文傑 · 座騎： JC Can Do                   | 11罰分 附加賽: 24障碍        |
| 三項賽個人     | 佐藤賢希（日本） · 座騎：Toy Boy | 42.30罰分                    | 田在植（韩国） · 座騎：Thomas O'Mally2 | 47.10罰分                    | 大岩義明（日本） · 座騎：Noonday de Conde | 47.80罰分                    |
| 三項賽團體     | 日本（JPN） · 大岩義明 · 座騎：Noonday de Conde · 根岸淳 · 座騎：Nid'or Barbereau · 弓良隆行 · 座騎：Marquis de Plescop · 佐藤賢希 · 座騎：Toy Boy                                                                                       | 133.40罰分                   | 泰国（THA） · 威拉巴·比達甲農達 · 座騎：Monarch Royal T. · 蓬東·京萬 · 座騎：Nice Nelly U · 尼娜·魯集拉蓬·利功 · 座騎：Chai Thai · 因頌·德麗 · 座騎：Windswept                                                  | 159.60罰分                   | 中国（CHN） · 李靜敏 · 座騎：Zhendeyi · 劉同晏 · 座騎：Siqin Tariha · 楊華 · 座騎：Caro Ciaro · 梁銳基 · 座騎：Cervanto2                             | 164.90罰分                   |